# Horitzons blaus
Horitzons blaus (títol original en anglès: The Far Horizons) és una pel·lícula dels Estats Units dirigida per Rudolph Maté el 1955. Ha estat doblada al català

## Argument[2]
El 1804, després de la cessió per Napoleó de Louisiana a la jove república americana, el president Thomas Jefferson (1801-1809) encarrega el capità Lewis d'explorar el nou territori i arribar fins a l'oceà Pacífic. Lewis escull com a adjunt el tinent Clark, promès de Julia Hancock, del qual ell també està enamorat. Aquesta rivalitat amorosa és en un principi d'un antagonisme latent entre els dos homes. El conflicte agafa un gir més obert el dia que una índia, que seguia l'expedició tot protegint-la, es converteix en l'amant de Clark ...

## Repartiment
- Fred MacMurray: capità Meriwether Lewis
- Charlton Heston: tinent William Clark
- Barbara Hale: Julia Hancock
- William Demarest: sergent Cass
- Donna Reed: Sacajawea
- Alan Reed: Charboneau
- Walter Reed: Cruzatte
- Eduardo Noriega: Cameahwait
- Larry Pennell: Wild Eagle
- Ralph Moody: El Borgne
- Herbert Heyes: president Thomas Jefferson
- Lester Matthews: Mr. Hancock
- Helen Wallace: Mrs. Hancock